# Сноу Шу (Пенсилванија)
Сноу Шу (енгл. Snow Shoe) град је у америчкој савезној држави Пенсилванија.

## Демографија
По попису из 2010. године број становника је 765, што је 6 (-0,8%) становника мање него 2000. године.
| Група             | 2000.       | 2010.       |
| Белци             | 766 (99,4%) | 761 (99,5%) |
| Афроамериканци    | 0 (0,0%)    | 0 (0,0%)    |
| Азијати           | 2 (0,3%)    | 1 (0,1%)    |
| Хиспаноамериканци | 3 (0,4%)    | 1 (0,1%)    |
| Укупно            | 771         | 765         |